# Ocalaria dioptica
Ocalaria dioptica är en fjärilsart som beskrevs av Walker 1865. Ocalaria dioptica ingår i släktet Ocalaria och familjen nattflyn. Inga underarter finns listade i Catalogue of Life.